# Lijst van voetbalinterlands Brazilië - China (vrouwen)
Deze lijst van voetbalinterlands is een overzicht van alle officiële voetbalinterlands tussen de nationale vrouwenteams van Brazilië en China. De landen hebben tot nu toe dertien keer tegen elkaar gespeeld.

## Wedstrijden
| №  | Plaats         | Datum             | Competitie                                     | Wedstrijd        | Uitslag            |
| -- | -------------- | ----------------- | ---------------------------------------------- | ---------------- | ------------------ |
| 1  | Jesolo         | 24 juli 1986      | Mundialito 1986                                | China − Brazilië | 1 − 1              |
| 2  | Guangzhou      | 12 juni 1988      | FIFA Women's Invitation Tournament 1988        | China − Brazilië | 0 − 0 (n.p. 3 - 4) |
| 3  | Athens         | 28 juli 1996      | Olympische Spelen 1996                         | China − Brazilië | 3 − 2              |
| 4  | Louisville     | 1 juli 2000       | Noord-Amerikaans kampioenschap voetbal 2000    | China − Brazilië | 2 − 3              |
| 5  | Ulsan          | 3 augustus 2001   | Vriendschappelijk                              | China − Brazilië | 0 − 0              |
| 6  | Wuhan          | 15 september 2007 | WK 2007                                        | Brazilië − China | 4 − 0              |
| 7  | São Paulo      | 16 december 2009  | International Women's Football Tournament 2009 | Brazilië − China | 3 − 0              |
| 8  | Brasilia       | 18 december 2014  | International Women's Football Tournament 2014 | Brazilië − China | 4 − 1              |
| 9  | Albufeira      | 4 maart 2015      | Algarve Cup 2015                               | Brazilië − China | 0 − 0              |
| 10 | Rio de Janeiro | 3 augustus 2016   | Olympische Spelen 2016                         | Brazilië − China | 3 − 0              |
| 11 | Yongchuan      | 23 oktober 2017   | Four Nations Women's Football Tournament 2017  | China − Brazilië | 2 − 2              |
| 12 | Yongchuan      | 10 november 2019  | Four Nations Women's Football Tournament 2019  | Brazilië − China | 0 − 0 (n.p. 2 - 4) |
| 13 | Rifu           | 21 juli 2021      | Olympische Spelen 2020                         | China − Brazilië | 0 − 5              |

## Samenvatting
| Competitie                                | Totaal gespeeld | Winst Brazilië | Gelijk | Winst China | Doelsaldo Brazilië – China |
| ----------------------------------------- | --------------- | -------------- | ------ | ----------- | -------------------------- |
| WK-eindronde                              | 1               | 1              | 0      | 0           | 4 − 0                      |
| Olympische Spelen                         | 3               | 2              | 0      | 1           | 10 − 3                     |
| Noord-Amerikaans kampioenschap            | 1               | 1              | 0      | 0           | 3 − 2                      |
| FIFA Women's Invitation Tournament        | 1               | 0              | 1      | 0           | 0 − 0                      |
| Mundialito                                | 1               | 0              | 1      | 0           | 1 − 1                      |
| Algarve Cup                               | 1               | 0              | 1      | 0           | 0 − 0                      |
| International Women's Football Tournament | 2               | 2              | 0      | 0           | 7 − 1                      |
| Four Nations Women's Football Tournament  | 2               | 0              | 2      | 0           | 2 − 2                      |
| Vriendschappelijk                         | 1               | 0              | 1      | 0           | 0 − 0                      |
| Totaal                                    | 13              | 6              | 6      | 1           | 27 − 9                     |